# 普費菲孔 (琉森州)

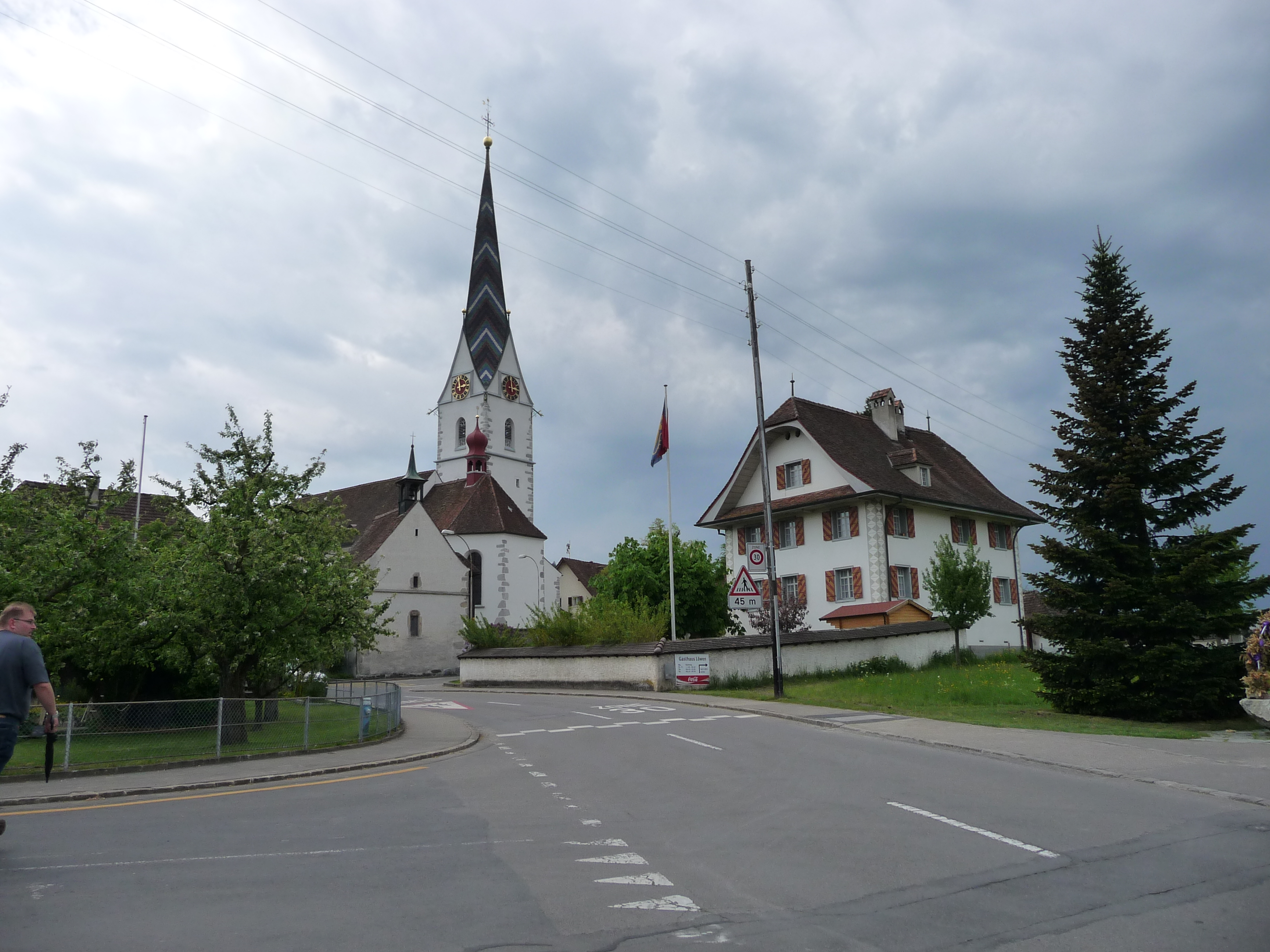

普費菲孔是瑞士的城鎮，位於該國中部，由琉森州負責管轄，面積2.49平方公里，四成土地是農業用地，海拔高度542米，2010年人口738，人口密度每平方公里296人。